# 埃特雷
埃特雷（法語：Étrez，法語發音：[etʁe] ⓘ）是法国东部安省的一个旧市镇，属于布雷斯地区布尔格区。

## 地理
埃特雷（46°20'3"N, 5°11'5"E）面积12.15 平方千米，位于法国奥弗涅-罗讷-阿尔卑斯大区安省，该省份为法国东部省份，北起汝拉省，西北接索恩-卢瓦尔省，西接罗讷省和里昂大都会，南至伊泽尔省，东与萨瓦省、上萨瓦省和瑞士接壤。
与埃特雷接壤的市镇（或旧市镇、城区）包括：雷苏兹河畔克拉、富瓦西亚、马拉夫雷塔兹、马尔博。

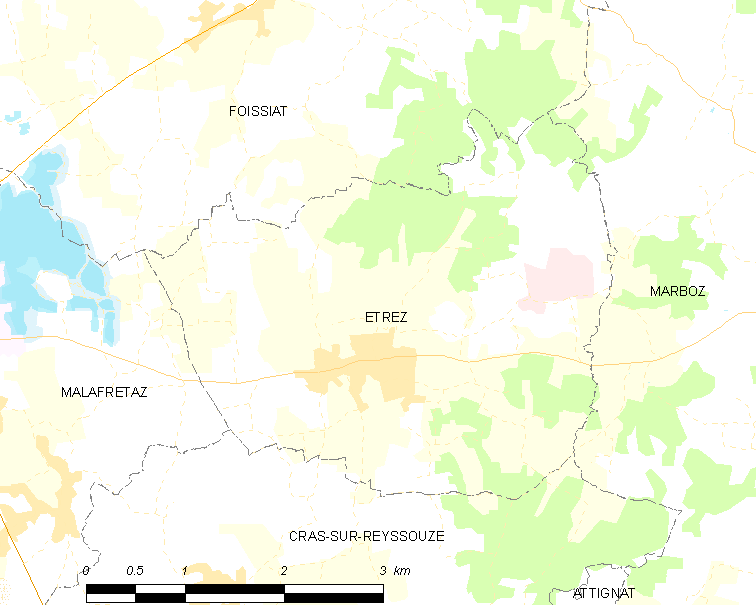
埃特雷的OSM定位图

埃特雷的时区为UTC+01:00、UTC+02:00（夏令时）。

## 行政
埃特雷的邮政编码为01340，INSEE市镇编码为01154。

## 政治
埃特雷所属的省级选区为阿蒂尼亚县、canton of Montrevel-en-Bresse。

## 人口

1962-2008年间埃特雷人口变化图示

埃特雷于2018年1月1日时的人口数量为806人。